# Matične ćelije hematopoeze
U matične ćelije hematopoeze spadaju ćelije neprepoznаte morfoligije i prepoznate matične ćelije. Ova podela se zasniva na činjenici da je postojanje tzv. neprepoznatih matičnih ćelija pokazano indirektnim zapažanjima, a da nije utvrđen tačan izgled i građa tih ćelija, dok tzv. prepoznate matične ćelije imaju pojedine odlike koje ih јаsno karakterišu kao ćelije određene loze.
U neprepoznate matične ćelije spadaju:
1. Pluripotentne matične ćelije od kojih mogu da nastanu ćelije svih krvnih loza
2. Matične ćelije determinisane samo za nekoliko ćelijskih loza
3. Unipotentne matične ćelije determinisane samo za jednu određenu lozu.

Smatra se da su neprepoznate metične ćelije međusobno morfološki slične limfocitu.
U determinisane matične ćelije spadaju:
1. Mijeloblast
2. Proeritroblast
3. Promegakarioblast
4. Monoblast
5. Limfoblast

Prepoznate matične ćelije ne vrše samoobnovu (autoreplikaciju), jer mitozama daju ograničen broj zrelijih ćelija, tako da bi prekinule hematopoezu. Održavanje hematopoeze omogućаva sposobnost pluripotentnih matičnih ćelija da se pored diferencijacije u zrelije ćelije, samoobnavljaju mitozama koje daju po dve pluripotentne ćelije. Tu osobinu imaju u nešto manjoj meri i ostale determinisane (nešto zrelije) neprepoznate matične ćelije. Sposobnost samoobnove matičnih ćelija se postepeno smanjuje, kako se povećeva njihova diferencijacija.

## Spoljašnje veze
- Hematopoietic+stem+cells на 
- hemocytoblast у речнику